# Cyborg (album)
Cyborg è il secondo album in studio del compositore tedesco Klaus Schulze, pubblicato nel 1973.

## Il disco
Caratterizzato da sonorità più astratte rispetto a quelle di Irrlicht questa pubblicazione contiene quattro movimenti: Synphära, una lunga suite per certi versi stilisticamente simile alla musica dell'esordio, giocata sulle sfumature cromatiche dell'organo Farfisa; Conphära, enigmatica ed oscura, ha una base ritmica operata dal sequencer che si fonde con le sonorità del Mellotron; Chromengel, distinta dai suoi "solchi elettronici" accompagnati da un sintetizzatore sovrapposti ai suoni di un'orchestra (composta da 12 violoncelli, 3 contrabbassi, 30 violini e 4 flauti); e Neuronengesang, forse il più inquietante e arcano della scaletta, riprende a tratti il suono dell'organo, che diventa un tutt'uno con quello dei sintetizzatori.
Nel 1977 il disco è stato ristampato con l'aggiunta di But Beautiful, traccia bonus registrata durante un concerto a Bruxelles. Le edizioni dell'album contenenti la traccia bonus durano 148 minuti e 12 secondi.

## Tracce
Tutte le tracce sono state composte da Klaus Schulze.

### Disco 1
1. Synphära – 22:49
2. Conphära – 25:52
3. Chromengel – 23:49

Durata totale: 72:30

### Disco 2
1. Neuronengesang – 24:57
2. But Beautiful (bonus track) – 50:45

Durata totale: 75:42